# Елыр-ныха
Елыр-ныха (Айлыр-ныха) — одно из семи святилищ Абхазии. Находится в селе Илор Очамчырского района. Название происходит от абхазского слова «аилыргара», что переводится как правосудие.

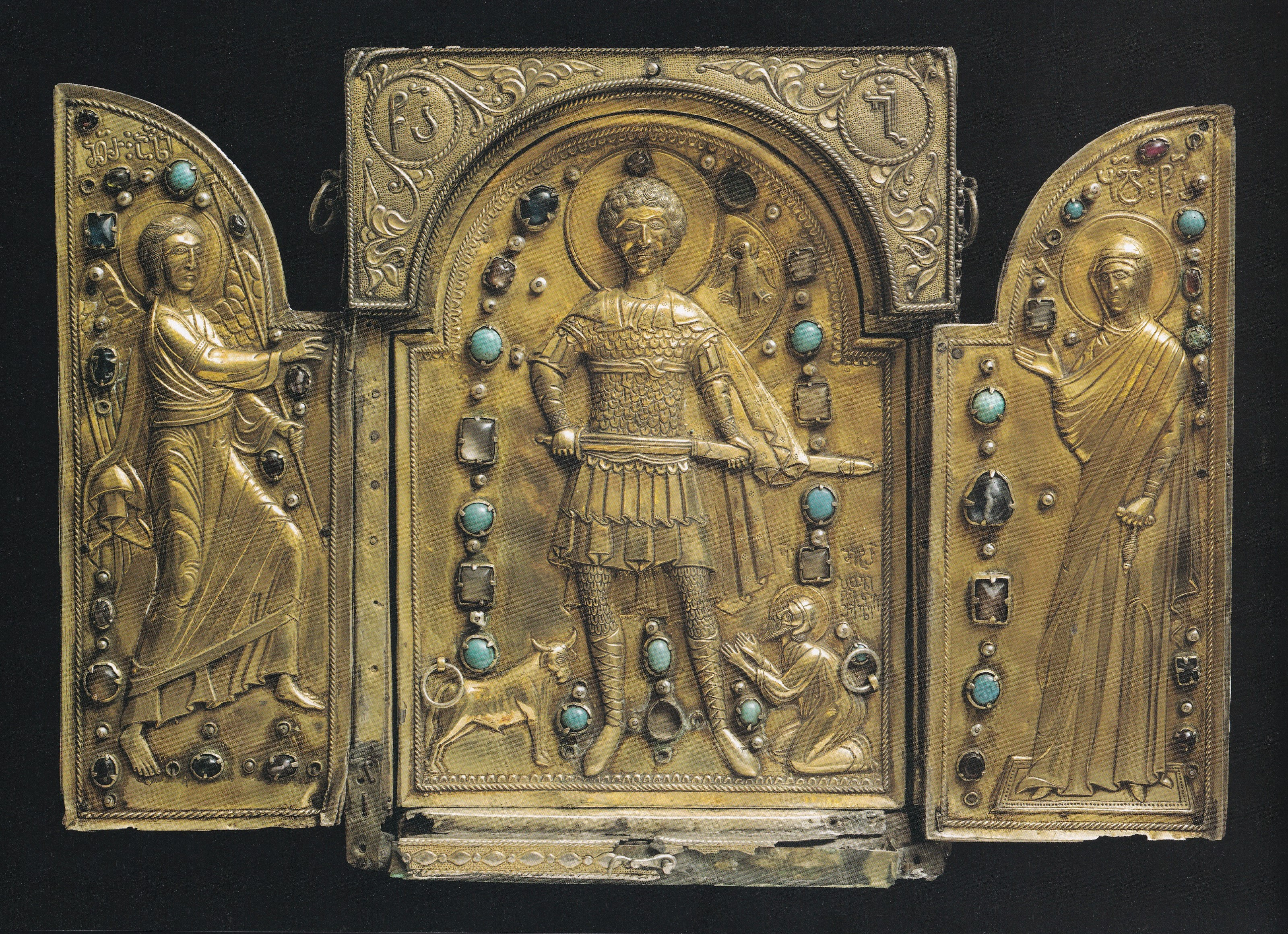
Илорская икона Святого Георгия

В селе Илор находятся две святыни: традиционная абхазская — священная роща и христианская — храм в честь Святого Георгия, которому на Пасху приносился в жертву бык с золочёными рогами. Дубовая роща считалась местом пребывания божества Елыр-ныха, в честь которого в древности совершались моления с жертвоприношениями. При совершении молитвы собирались возле большого дерева. В дерево вбивался большой железный крест. Каждый приходил со своим деревянным крестом, который имел вид рогулины. Кресты ставились на лужайках или же ими обменивались со знакомыми в знак уважения и дружбы. Здесь наблюдается отождествление в народном сознании христианского святого и божества традиционного пантеона, и синкретное смешение религиозных обрядов. Под святым Георгием скрывается абхазский дохристианский бог Айерг (Ейрыг), покровительствующий скотоводству и всем силам природы. Айергь и святой Георгий Победоносец по своим функциям тождественны. Практика совмещения и отождествления традиционных и христианских праздников получила в Абхазии весьма широкое распространение, что выразилось в их причудливом смысловом и обрядовом переплетении.
Елыр-ныха (Илорская святыня) известна ныне как святыня, связанная с Илорским храмом, карающая всякую несправедливость и является божеством справедливости. Сохранилась легенда о золотых «весах правосудия», висевших когда-то в церкви: спорщики становились под весами и чаша весов опускалась над головой правого.